# Lucha en los Juegos Panafricanos de 2019
El torneo de lucha en los Juegos Panafricanos de 2019 se realizó en Rabat (Marruecos) del 28 al 30 de agosto de 2019.
En total fueron disputadas en este deporte 18 pruebas diferentes, 12 masculinas y 6 femeninas, repartidas en las 3 especialidades de este deporte: 6 en lucha grecorromana masculina, 6 en lucha libre masculina y 6 en lucha libre femenina.

## Medallero
| Núm. | País                | Oro | Plata | Bronce | Total |
| ---- | ------------------- | --- | ----- | ------ | ----- |
| 1    | Nigeria             | 7   | 4     | 1      | 12    |
| 2    | Egipto              | 5   | 4     | 7      | 16    |
| 3    | Argelia             | 4   | 1     | 4      | 9     |
| 4    | Túnez               | 1   | 4     | 4      | 9     |
| 5    | Camerún             | 1   | 1     | 2      | 4     |
| 6    | Marruecos           | 0   | 1     | 3      | 4     |
| 7    | Costa de Marfil     | 0   | 1     | 1      | 2     |
| 7    | Senegal             | 0   | 1     | 1      | 2     |
| 9    | Guinea-Bisáu        | 0   | 1     | 0      | 1     |
| 10   | R. D. del Congo     | 0   | 0     | 2      | 2     |
| 11   | Guinea              | 0   | 0     | 1      | 1     |
| 11   | República del Congo | 0   | 0     | 1      | 1     |
|      | TOTAL               | 18  | 18    | 27     | 63    |